# 小さな愛の願い
「小さな愛の願い」（ちいさなあいのねがい、It's Going to Take Some Time） は、キャロル・キングとトニ・スターンが作詞作曲した楽曲。カーペンターズが1972年にカバーしたバージョンがヒットした。

## 概要
1971年のキングのアルバム『ミュージック』に収録された。
リチャード・カーペンターによると、アルバム『ア・ソング・フォー・ユー』制作にあたり、山のような7インチレコードの中からリメイクする曲の選択を迫られていた。そんな中この曲と出会い、これがヒットになってほしいと思い、カーペンターはそれを書き留めておいた。
収録では、ティム・ワイズバーグがバスフルートを演奏、フルートのソロパートはボブ・メッセンジャーがスタンダードアルトフルートで演奏した。後に、キングは、フルートソロを含むデュオの豊かでストリングを多く含んだこのカバー曲は、彼女の原曲でのまばらだった音が「デモのように」なったと語った。
1972年4月13日、シングルA面として発売。チャートの記録は後述のとおり。同年6月22日発売のアルバム『ア・ソング・フォー・ユー』に収録された。
音楽学者ジェームズ・E・ペロンは、歌詞は誰かが既に終わった（恋愛）関係から回復する様子を表現していると説明、その歌詞において「今度は少し時間がかかるわ」と歌う現在の状況と、悲しみからの彼女の将来の回復を対照的に表しているとした。また、ペロンは同曲で用いられる多くのシンコペーションが彼女の回復を反映していると解釈し、歌詞の各段落の終わりのより滑らかでシンコペーションがなされていない曲調が、彼女が今の現実に直面している様子だとみた。
ブロードウェイでミュージカル「ビューティフル」でキングを演じた女優ジェシー・ミューラーにとっては、同曲はお気に入りのキングソングの1つであり、キングについて「別れの歌を書く方法を知っている！彼女は感情と気分をとてもうまく要約し、同時にシンプルかつ、このように深く詰め込むことができる」と語っている。
ジャズ・オルガニストのリチャード・グルーヴ・ホームズは1973年のアルバム『Night Glider』にインストゥルメンタル・バージョンを収録した。
ロックバンド、ディッシュワラは、1994年のトリビュートアルバム「If I Were a Carpenter」で同曲をカバーした。

## 演奏者
- カレン・カーペンター – リードボーカル、バックコーラス
- リチャード・カーペンター – バックコーラス、ウーリッツァー・エレクトリック・ピアノ、ピアノ、オーケストレーション
- ジョー・オズボーン – バスギター
- ハル・ブレイン – ドラムス
- ボブ・メッセンジャー – アルトフルート& ソロ
- ティム・ワイズバーグ – バスフルート

## チャート
| 国名             | チャート(1972)               | Peak position |
| ---------------- | ---------------------------- | ------------- |
| アメリカ合衆国   | Billboard Hot 100            | 12            |
| アメリカ合衆国   | Billboard イージーリスニング | 2             |
| アメリカ合衆国   | Record World                 | 13            |
| オーストラリア   | Australia                    | 24            |
| カナダ           | RPMトップシングル            | 13            |
| カナダ           | RPMアダルトコンテンポラリー  | 1             |
| 日本             | オリコンシングルチャート     | 48            |
| ニュージーランド | Listener                     | 15            |

| 国名           | Chart (1972)               | Rank |
| -------------- | -------------------------- | ---- |
| オーストラリア | Australia                  | 178  |
| アメリカ合衆国 | Joel Whitburn's Pop Annual | 110  |